# Mycoplasma phocicerebrale
Mycoplasma phocicerebrale è una specie di batterio appartenente alla famiglia delle Mycoplasmataceae.